# ナイジェリアの国旗
ナイジェリアの国旗（ナイジェリアのこっき Flag of Nigeria）は、独立時の1960年10月1日に正式に採用された、緑・白・緑の垂直三分旗である。緑は森林と天然資源、農業を表し、白は平和、統合を表す。

許容されている政府旗。
許容されている軍艦旗。
許容されている商船旗。
許容されている政府船舶旗。
大統領旗
空軍旗
?現在の国旗（縦横比2:3の別タイプ）

## 歴史的な旗

?ベニン王国の旗
?植民地時代の旗（1914年から1952年まで）
?植民地時代の旗（1952年から1960年まで）
?ビアフラの旗
?ベニン共和国の旗
?1960年から1998年まで用いられていた軍艦旗。